# Frances Maria Knight
Frances Maria Knight, död efter 1719, var en engelsk skådespelare. 
Hon var engagerad vid King's Company 1676-1682, Drury Lane Theatre 1682-1714 och New Theatre vid Lincoln's Inn Fields 1714-1719. 
Hon hade en framgångsrik och stabil karriär och spelade initialt biroller, men på 1690-talet nämns hon vid sidan av Susanna Verbruggen som teaterns två främsta kvinnliga stjärnor, då hon spelade tragedi medan Verbruggen spelade komedi. Hon uppmärksammade också i kvinnliga skurkroller.